# Coppa del Brasile 2014 (pallavolo maschile)
La Coppa del Brasile 2014 si è svolta dal 14 al 25 gennaio 2014: alla competizione hanno preso parte 8 squadre di club brasiliane e la vittoria finale è andata per la prima volta al Sada.

## Regolamento

### Formula
Le squadre hanno disputato quarti di finale in gara unica, accoppiate col metodo della serpentina e in casa delle quattro formazioni meglio classificate al termine del girone di andata di Superliga Série A 2013-14; le formazioni vincenti hanno poi disputato una final-4, con semifinali e finale in gara unica.

### Criteri di classifica
Se il risultato finale è stato di 3-0 o 3-1 sono stati assegnati 3 punti alla squadra vincente e 0 a quella sconfitta, se il risultato finale è stato di 3-2 sono stati assegnati 2 punti alla squadra vincente e 1 a quella sconfitta.
Per determinare la classifica dalla 5ª all'8ª posizione e dalla 3ª alla 4ª posizione, si tiene conto del numero di punti ottenuto rispettivamente dalle quattro formazioni eliminate ai quarti di finale e dalle due formazioni eliminate nelle semifinali durante la fase di qualificazione (i quarti di finale). In caso di parità, l'ordine del posizionamento in classifica è stato definito in base all'indice tecnico, i cui criteri sono:
- Punti;
- Ratio dei set vinti/persi;
- Ratio dei punti realizzati/subiti.
- Scontro diretto;
- Sorteggio.

In caso di walkover, la formazione qualificata al turno successivo è considerata vincitrice per 3-0 (25-0, 25-0, 25-0).

## Squadre partecipanti
| Squadra      | Qualificazione                                      |
| ------------ | --------------------------------------------------- |
| APAV         | 6ª al girone di andata di Superliga Série A 2013-14 |
| BVC          | 4ª al girone di andata di Superliga Série A 2013-14 |
| Minas        | 5ª al girone di andata di Superliga Série A 2013-14 |
| RJ           | 3ª al girone di andata di Superliga Série A 2013-14 |
| Sada         | 1ª al girone di andata di Superliga Série A 2013-14 |
| São Bernardo | 8ª al girone di andata di Superliga Série A 2013-14 |
| Sesi         | 2ª al girone di andata di Superliga Série A 2013-14 |
| VBCE         | 7ª al girone di andata di Superliga Série A 2013-14 |

## Torneo

### Tabellone
|  | Quarti | Quarti       | Quarti |  |   | Semifinali | Semifinali | Semifinali |  |   | Finale | Finale | Finale |
|  |        |              |        |  |   |            |            |            |  |   |        |        |        |
|  | 1      | Sada         | 3      |  |   |            |            |            |  |   |        |        |        |
|  | 1      | Sada         | 3      |  |   |            |            |            |  |   |        |        |        |
|  | 8      | São Bernardo | 0      |  |   |            |            |            |  |   |        |        |        |
|  | 8      | São Bernardo | 0      |  | 1 | Sada       | 3          |            |  |   |        |        |        |
|  |        |              |        |  | 1 | Sada       | 3          |            |  |   |        |        |        |
|  |        |              |        |  |   | 4          | BVC        | 0          |  |   |        |        |        |
|  | 4      | BVC          | 3      |  |   | 4          | BVC        | 0          |  |   |        |        |        |
|  | 4      | BVC          | 3      |  |   |            |            |            |  |   |        |        |        |
|  | 5      | Minas        | 0      |  |   |            |            |            |  |   |        |        |        |
|  | 5      | Minas        | 0      |  |   |            |            |            |  | 1 | Sada   | 3      |        |
|  |        |              |        |  |   |            |            |            |  | 1 | Sada   | 3      |        |
|  |        |              |        |  |   |            |            |            |  |   | 2      | Sesi   | 2      |
|  | 2      | Sesi         | 3      |  |   |            |            |            |  |   | 2      | Sesi   | 2      |
|  | 2      | Sesi         | 3      |  |   |            |            |            |  |   |        |        |        |
|  | 7      | VBCE         | 2      |  |   |            |            |            |  |   |        |        |        |
|  | 7      | VBCE         | 2      |  | 2 | Sesi       | 3          |            |  |   |        |        |        |
|  |        |              |        |  | 2 | Sesi       | 3          |            |  |   |        |        |        |
|  |        |              |        |  |   | 6          | APAV       | 0          |  |   |        |        |        |
|  | 3      | RJ           | 1      |  |   | 6          | APAV       | 0          |  |   |        |        |        |
|  | 3      | RJ           | 1      |  |   |            |            |            |  |   |        |        |        |
|  | 6      | APAV         | 3      |  |   |            |            |            |  |   |        |        |        |
|  | 6      | APAV         | 3      |  |   |            |            |            |  |   |        |        |        |

### Risultati

#### Quarti di finale
| 15 gennaio 2014 Ginásio Poliesportivo do Riacho, Contagem Durata: - Spettatori:  | Sada | 3 - 0 | São Bernardo | 21-14, 21-18, 21-16               |
| 14 gennaio 2014 Ginásio Taquaral, Campinas Durata: - Spettatori:                 | BVC  | 3 - 0 | Minas        | 21-15, 21-19, 21-16               |
| 15 gennaio 2014 Ginásio Vila Leopoldina, San Paolo Durata: - Spettatori:         | Sesi | 3 - 0 | VBCE         | 21-19, 20-22, 16-21, 21-14, 15-10 |
| 16 gennaio 2014 Ginásio Tijuca Tênis Clube, Rio de Janeiro Durata: - Spettatori: | RJ   | 1 - 3 | APAV         | 22-24, 21-17, 18-21, 13-21        |

#### Semifinali
| 23 gennaio 2014 Ginásio Bueno Neto, Maringá Durata: - Spettatori: | Sada | 3 - 0 | BVC  | 21-18, 21-15, 21-16 |
| 23 gennaio 2014 Ginásio Bueno Neto, Maringá Durata: - Spettatori: | Sesi | 3 - 0 | APAV | 21-19, 21-13, 21-17 |

#### Finale
| 25 gennaio 2014 Ginásio Bueno Neto, Maringá Durata: - Spettatori: | Sada | 3 - 2 | Sesi | 21-17, 15-21, 16-21, 21-15, 23-21 |

## Classifica finale[1]
| Pos | Squadre      | Qualificazione                        |
| --- | ------------ | ------------------------------------- |
| 1   | Sada         | Campionato sudamericano per club 2014 |
| 2   | Sesi         |                                       |
| 3   | BVC          |                                       |
| 4   | APAV         |                                       |
| 5   | VBCE         |                                       |
| 6   | RJ           |                                       |
| 7   | Minas        |                                       |
| 8   | São Bernardo |                                       |